# Paul Bernard (compositeur)
Pour les articles homonymes, voir Paul Bernard et Bernard.
Paul Bernard est un pianiste, compositeur, pédagogue et critique musical français, né le 4 octobre 1825 à Poitiers et mort le 24 février 1879 à Paris.

## Biographie
Charles Paul Parfait Bernard naît le 4 octobre 1825 à Poitiers,. 
Il effectue ses études musicales à Paris, travaillant le piano avec Gambaro et Thalberg. En 1843, il entre au Conservatoire de Paris, où il est élève d'Elwart en harmonie et d'Halévy en fugue et contrepoint. 
À l'issue de ses années de formation, il fait une carrière de pianiste et de professeur, tout en étant critique musical pour Le Ménestrel et la Revue et gazette musicale. 
Il est aussi l'un des organisateurs du concours Cressent, qui récompense à compter de 1874 un ouvrage lyrique. 
Comme compositeur, Bernard est l'auteur de plus d'une centaine de pièces pour piano, ainsi que plusieurs mélodies et opéras de salon, « dans lesquels on a remarqué d'heureuses qualités d'inspiration et de facture ». 
Parmi ses partitions les plus connues figurent les airs Ça fait peur aux oiseaux , « léger, coquet et piquant », et L'amour captif,. 
Il meurt le 24 février 1879 à Paris (16e arrondissement). Il est inhumé au cimetière de Montmartre.